# Famille von Rosenberg (Baltique)
La famille von Rosenberg (фон Розенберг en russe) est une ancienne famille de la noblesse germano-balte puis russe.

## Histoire
La famille est issue d'une branche des barons Rosenberg de Moravie qui s'installe en Courlande au XVIe. Elle est intégrée à la noblesse de Courlande en 1631. Attribution d'un nouveau blason en 1676 par Charles XI de Suède. Le Sénat dirigeant de l'empire russe reconnaît pour la famille von Rosenberg le titre de baron (1853, 1862), avec l'inscription en 1857 dans la Ve partie du livre de la noblesse du gouvernement de Novgorod.

## Personnalités
- Johann Georg von Rosenberg (1686-1750), chambellan de Riga[1]. Père des suivants.
- Gotthard Frederick von Rosenberg (1734°), commandant du 30e Régiment de dragon d'Ingrie de 1778 à 1784. Frère du suivant.
- Diedrich Arend von Rosenberg (1739-1813), général germano-balte de l'empire russe. Frère du suivant.
- Wilhelm Bernhard von Rosenberg (1745-1814), commandant, conseiller d'État russe, il fut président du Tribunal Supérieur d'Estonie.
- Carl Gabriel (Karl Vasil'evich) von Rosenberg (1777-1842), capitaine 2e rang (équivaudrait à capitaine de frégate) (1816) de la marine impériale russe[2]. Fils du précédent.
- Basilius Bernhard (Vasilij Vasil'evich) von Rosenberg, capitaine 2e rang[3], comme son frère, de la marine impériale. Frère du précédent.
- Oskar Vasilievich von Rosenberg (1819-1879), colonel du régiment de la Garde Volynski (1839-1859), fils du précédent.
- Eugen Karl Woldemar (Vasil'evič) von Rosenberg, commandant, maréchal de la noblesse du gouvernement de Kalouga[4]. Frère du précédent.
- Anna von Rosenberg (1774°), épouse de Leonti Spafariev, lieutenant-général de l'Amirauté. Tante du précédent.
- baron Hermann von Rosenberg (1817-1888), militaire et naturaliste allemand.
- baron Mikhail Fedorovich von Rosenberg (ru) (1861—1928), major-général (1909), ingénieur militaire, concepteur d'armement pour l'artillerie impériale russe puis soviétique, membre permanent du Comité d'Artillerie de la Défense. Chevalier de l'ordre de Sainte-Anne (2e classe), de Saint-Stanislas (3e classe) et de Saint-Vladimir (3e), héros du travail de l'Armée rouge. Il est le père des suivants :
- Mikhail Mikhaïlovitch Rosenberg (ru), né baron von Rosenberg (1896-1981), ingénieur, concepteur d'armement, deux fois lauréat du Prix Staline ;
- Vera Mikhailovna Rosenberg (ru), née baronne von Rosenberg (1894-1965), mathématiciennne et designer soviétique. Récipiendaire du Prix Staline (1946), pour le développement de nouveaux modèles d'artillerie et d'armes navales, et de l'ordre du Drapeau rouge du Travail (1945).